# Sequani
I Sequani erano un popolo celtico del bacino superiore del fiume Arar (Saona), cioè dell'odierna Franca Contea e di parte della Borgogna.

## Storia

Scudo dei Sequani, un'unità di auxilia palatina, come riportato dalla Notitia dignitatum.

Prima dell'arrivo di Gaio Giulio Cesare in Gallia, i sequani si schierarono con gli arverni contro gli edui e invitarono il popolo germanico dei Suebi, guidato da Ariovisto, ad attraversare il Reno per aiutarli (71). Alla fine, però, si trovarono ridotti in semi-schiavitù dal capo germanico e per questo chiesero aiuto a Cesare, che sconfisse e scacciò i germani (58), ma obbligò i sequani a restituire tutto ciò che avevano preso agli edui. Esasperati, si schierarono con Vercingetorige (52) e furono sconfitti ad Alesia.
Al tempo di Augusto, il loro territorio fu conosciuto come "Sequania", che andò a formare una parte della provincia della Gallia belgica. Centro importante era Epomanduodurum (Mandeure).
Dopo la morte di Vitellio (69 d.C.), gli abitanti rifiutarono di unirsi alla ribellione antiromana guidata da Gaio Giulio Civile e Giulio Sabino, e sconfissero Sabino, che aveva invaso il loro territorio. L'arco di trionfo di Vesontio (Besançon), che aveva ottenuto lo status di colonia proprio per il servizio reso a Roma, commemora forse questa vittoria.
Diocleziano aggiunse l'Elvezia e parte della Germania Superior alla Sequania, che divenne la provincia Maxima Sequanorum, mentre Vesontio ebbe il titolo di Metropolis civitas Vesontiensium. Quindici anni dopo, nel 355, Vesontio fu saccheggiata dai barbari. Al tempo dell'imperatore Giuliano, riacquistò parte della sua precedente importanza ed essendo una città fortificata riuscì a respingere gli attacchi dei Vandali. In seguito fece parte del regno dei Burgundi.